# خمیلنو (استان پومرانی)
خمیلنو (به لهستانی:  Chmielno) یک روستا در لهستان است که در گمینا خمیلنو واقع شده‌است. خمیلنو ۱٬۵۸۰ نفر جمعیت دارد.

## خواهرخوانده
شهر هامینکلن خواهرخواندهٔ خمیلنو (استان پومرانی) هست.